# ساموئله چکارلی
ساموئله چکارلی (ایتالیایی: Samuele Ceccarelli؛ زادهٔ ۹ ژانویه ۲۰۰۰) دونده سرعت اهل ایتالیا است.